# Heinrich Bichmann

Heinrich Bichmann

Heinrich Karl Franz Bichmann (* 6. Januar 1884 in Lauterbach, Hessen; † 15. Mai 1945 in Bad Homburg vor der Höhe-Gonzenheim) war ein deutscher Volkswirt und Politiker (NSDAP).

## Leben und Wirken
Heinrich Bichmann war Sohn des geheimen Regierungsrates Karl Bichmann und dessen Ehefrau Maria, geborene Hoffmann. Nach dem 1902 abgelegten Abitur am Gymnasiums in Darmstadt studierte er Geschichte, Staatswissenschaften und Rechtswissenschaften an den Universitäten Berlin, Freiburg und Gießen. Für den VDST in Gießen fungierte er als Vorsitzender. Er unterbrach 1905 sein Studium und trat in das Infanterie-Leibregiment Nr. 117 in Mainz ein. 1909 promovierte er zum Dr. rer. pol mit einer volkswissenschaftlichen Arbeit über den Zinsfluss seit 1894, die die Gefahren der Schulden- und Zinsenwirtschaft für den Staat und die Wirtschaft analysiert und für die er mit dem Sonderpreis der Universität Straßburg ausgezeichnet wurde.
Aufgrund einer schweren Erkrankung schied Bichmann als Leutnant a.d. aus der Armee aus. Stattdessen ging er seit 1910 im Rheinland und in Mitteldeutschland praktischen wirtschaftspolitischen Berufen nach. Mit seiner Ehefrau Elisabeth, geborene Schroeder, bekam er vier Kinder. Von 1914 bis 1918 nahm Bichmann als Kompanieführer und Bataillonskommandeur am Ersten Weltkrieg teil, in dem er mehrfach verwundet wurde. Als Hauptmann a.d. wurde er nach Kriegsende mehrfach ausgezeichnet aus der Armee entlassen. Schließlich wurde er als Vorsitzender des thüringischen Arbeitgeberverbandes der Zementindustrie tätig.
Zum 1. Januar 1930 trat er der NSDAP bei (Mitgliedsnummer 181.804). Von April 1931 bis 1934 fungierte Bichmann als Gauwirtschaftsberater der Partei und ab Februar 1932 zudem als Wirtschaftsreferent der Thüringer Gauleitung. Am 28. März 1933 wurde Bichmann von der Landesregierung Thüringens zum Staatskommissar für Wirtschaft (Industrie- und Handelskammern) ernannt und bekleidete dieses Amt nur für wenige Monate bis Mitte Juli dieses Jahres. Von Juli 1932 bis zur Auflösung dieser Körperschaft im Oktober 1933 war er Mitglied des Landtages des Landes Thüringen. Anschließend vertrat er von November 1933 bis März 1936 als Abgeordneter den Wahlkreis 12 (Thüringen) im nationalsozialistischen Reichstag. Er wurde nicht wieder gewählt. Kurz nach Ende des Zweiten Weltkrieges ist er einem Schlaganfall erlegen.

## Schriften
- Der Wertpapier-Zinfuss in Deutschland seit 1895, 1911. (Dissertation; erneut veröffentlicht als Der Zinsfluss seit 1894. Preisschrift der rechts- und staatswissenschaftlichen Fakultät der Kaiser Wilhelms-Universität zu Strassburg i. E., 1912.)
- Von der höheren Führung im Grossen Aufsichtsdienst. Erkenntnistheoretische Betrachtung, Berlin 1926.